# 尼羅河航空
尼羅河航空（阿拉伯语：‎），是一家埃及的航空公司，為埃及最大的民營航空公司，也是該國僅次於埃及航空的第二大航空公司，成立於2006年，於2011年3月正式營運，以開羅國際機場為樞紐機場。主要經營埃及國內航線及中東、波斯灣、南歐、非洲等國際航線。

## 外部連結
- 尼羅河航空
- 尼羅河航空的Facebook專頁